# Korekce vodstva v pohoří Jura

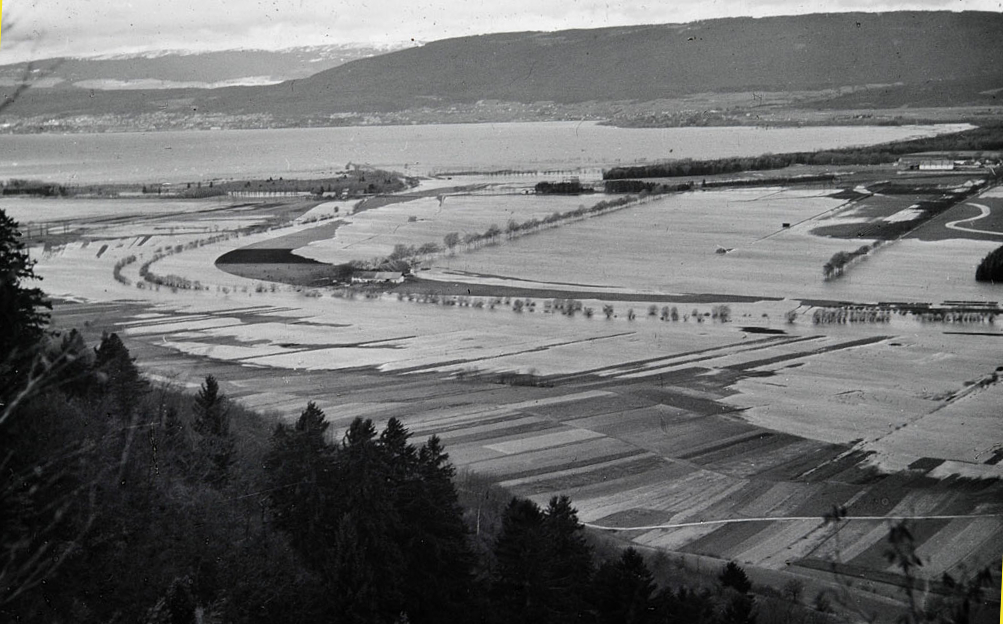
Časté záplavy v bažinatých oblastech před korekcí vodstva v oblasti Jury, v pozadí Neuchâtelské jezero

Korekce vodstva v pohoří Jura je zásah člověka do vodstva v pohoří Jura na severozápadě Švýcarska. Během jurských korekcí byla řeka Aara odvedena z Aarbergu do Bielského jezera. Pro odvedení vody do jezera byl vybudován kanál Hagneck a pro její odvedení zpět do starého koryta řeky Aary u Bürenu byl vybudován kanál Nidau-Büren. Jako efektivnější spojení mezi třemi jezery na okraji Jury byly vybudovány Broyský kanál (mezi Murtenským a Neuchâtelským jezerem) a Zihlský kanál (mezi Neuchâtelským a Bielským jezerem). Tyto kanály vytvořily dodatečnou odtokovou kapacitu při povodních a rozšířily vyrovnávací účinek tří propojených jezer. Řeka Aara dosahuje na svém dolním toku nižších povodňových stavů než v předchozích stoletích. K regulaci slouží přístavní jez na kanálu Nidau-Büren.
Následně byla odvodněna a zemědělsky využita oblast mezi třemi jezery, která se v důsledku povodní stala bažinatou, rovina v okolí Orbe západně od Neuchâtelského jezera a povodí řeky Aary mezi Aarbergem a Solothurnem. Snížením hladiny Neuchâtelského jezera vznikla z jeho dřívější mělké vodní zóny na jižním a východním břehu přírodní pobřežní oblast, zvaná Grande Cariçaie.
První korekce vodstva v letech 1868 až 1891 se ukázala jako nedostatečná. Proto byla v roce 1939 a v letech 1962/1963 až 1973 provedena další opatření (druhá korekce jurského vodstva).

## Výchozí situace a řešení problému

Situace před korekcí vodního toku, převážně bažinaté lužní lesy v modrozeleném odstínu

Před provedením vodohospodářských úprav byla oblast mezi Neuchâtelským, Bielským a Murtenským jezerem často postihována záplavami. Řeka Aara, která přitéká z Bernských Alp, měla velmi proměnlivý průtok a při vysokých vodních stavech způsobovala rozsáhlé záplavy v nížinách. Nejvíce postižena byla oblast Grosses Moos, rozsáhlá bažinatá krajina, která byla kvůli častému zaplavování jen omezeně využitelná pro zemědělství.
Navíc docházelo k tomu, že při vysokém stavu vody v řece Aaře se hladina Bielského jezera zvedala, což zpětně ovlivňovalo i hladiny Neuchâtelského a Murtenského jezera. Tato situace vedla k častým škodám na majetku a ohrožovala zdraví obyvatel.
Řešení problému spočívalo v tom, že se voda z řeky Aary měla přivést do Bielského jezera, které by sloužilo jako přírodní retenční nádrž. Odtud by pak voda mohla být regulovaně odváděna zpět do původního koryta řeky Aary. Tímto způsobem bylo možné kontrolovat průtok vody a zabránit náhlým záplavám.
Kromě toho bylo nutné propojit tři jezera kanály, aby bylo možné lépe řídit hladiny vody a zajistit rovnoměrné rozložení přítoků a odtoků. Tato opatření měla nejen zlepšit ochranu před povodněmi, ale také umožnit odvodnění a zemědělské využití dříve neúrodných oblastí.
Na žádost bernských patricijů o pomoc byl v roce 1704 vypracován první návrh na korekci. Po ničivých povodních v letech 1831 a 1832 založili obyvatelé všech pěti postižených kantonů nápravný výbor, jehož předsedou byl Johann Rudolf Schneider. Po vzniku moderního spolkového státu v roce 1848 se regulace stala celostátním úkolem, což urychlilo její řešení.

## První jurská úprava vodstva (1868–1891)

Čtyři hlavní kanály, postavené během první korekce vodstva (červeně)

Plánování a realizaci prvních opatření zajistil spolkový příspěvek ve výši pěti milionů franků. Po předběžných plánech Jana Pawla Lelewela z roku 1834, které nebyly dále realizovány, vypracoval inženýr Richard La Nicca z Graubündenu projekt jménem kantonů Bern, Solothurn, Fribourg, Neuchâtel a Vaud. Stanovila následující strukturální opatření a stavby:
- Odvedení řeky Aary z Aarbergu do Bielského jezera novým kanálem Hagneck
- Snížení hladiny tří jezer o 2,5 metru
- Odvádění spojených vod řek Aare, Broye, Zihl a Schüss do Bielského jezera prostřednictvím nového kanálu Nidau-Büren.
- Úprava horního toku řeky Zihl mezi Neuchâtelským a Bielským jezerem
- Úprava dolního toku Broye mezi Murtenským a Neuchâtelským jezerem
- Úprava úseku řeky po ústí řeky Emme pod Solothurnem

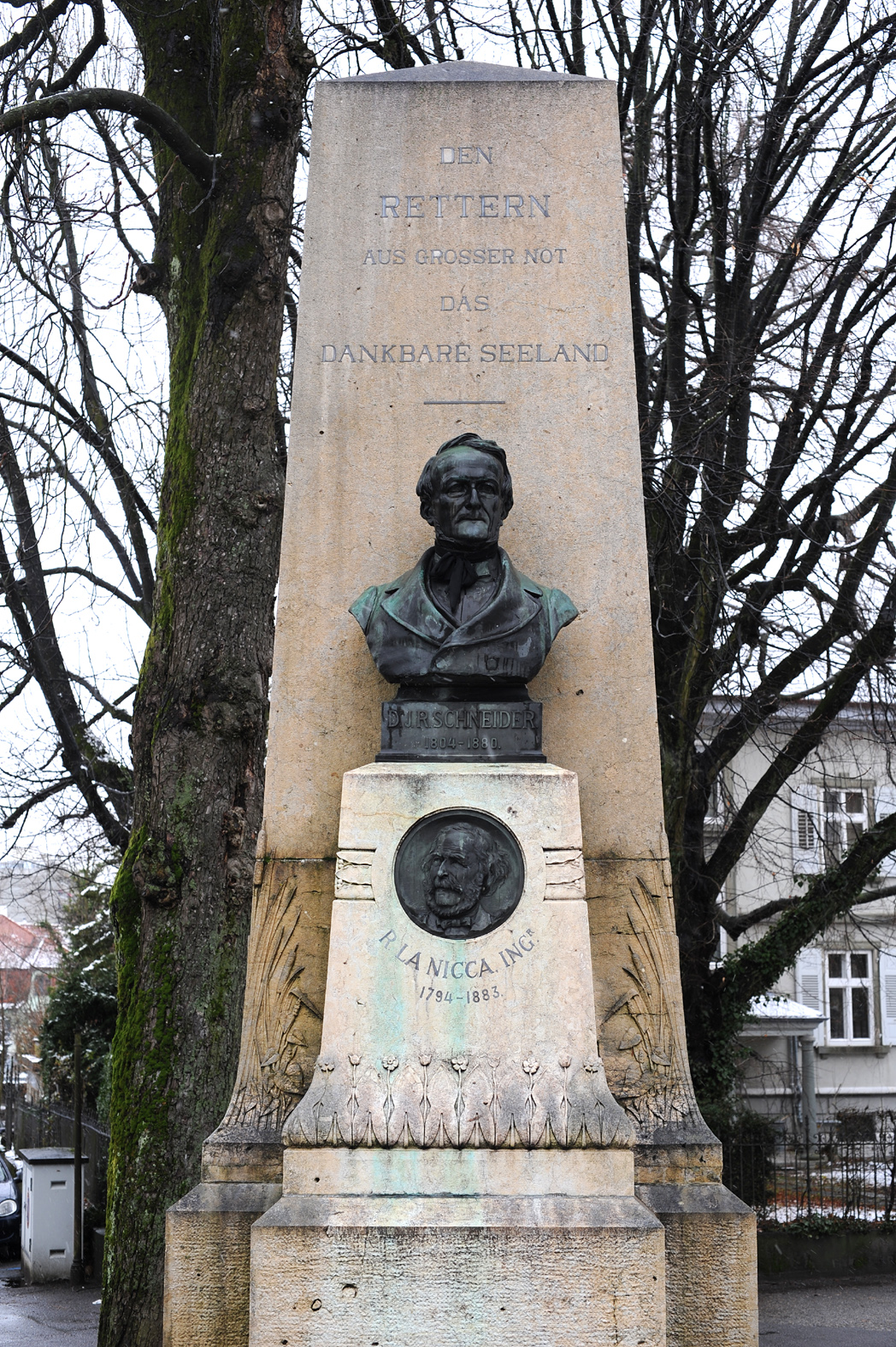
Pomník Richarda La Nicca a Johanna Rudolfa Schneidera v Nidau

Po rozsáhlých záplavách v letech 1852 a 1855 se švýcarský spolkový parlament rozhodl podniknout konkrétní kroky k regulaci vodních toků v oblasti tří jurských jezer. V roce 1868 byla přijata dohoda mezi kantony Bern, Fribourg, Neuchâtel a Vaud, která stanovila rámec pro realizaci projektu.
Hlavní stavební opatření zahrnovala:
- Kanál Hagneck: Nové koryto, kterým byla řeka Aara přesměrována do Bielského jezera. Tento kanál měl za úkol snížit průtok vody v původním korytě a tím omezit záplavy.
- Kanál Nidau-Büren: Kanál, který odváděl vodu z Bielského jezera zpět do řeky Aary u města Büren. Byl vybaven regulačním zařízením (tzv. regulační stavbou v Nidau), které umožňovalo řídit odtok vody z jezera.
- Zihlský a Broyský kanál: Tyto kanály propojily Neuchâtelské, Bielské a Murtenské jezero, čímž umožnily lepší regulaci hladin všech tří jezer.

Stavba byla technicky náročná a vyžadovala rozsáhlé zemní práce. Nasazené technické prostředky byly značné: dva parní bagry, dva parní jeřáby, 24 dopravních lodí, 122 sklápěcích beden, 70 vozíků, dvě malé parní lokomotivy a čtyři kilometry kolejí.
Spolkový dekret o úpravě jurských vod z roku 1867 se o odbahnění rašelinišť nezmiňuje, protože organizace a financování měly být upraveny na kantonální úrovni, ale logickým důsledkem a vyústěním úpravy jurského vodstva byla úprava vnitrozemí s výstavbou četných odvodňovacích kanálů. Právě tyto kanály vytvořily předpoklad pro zemědělské využití a prakticky v nezměněné podobě se používají dosud.
Projekt byl dokončen v roce 1891 a znamenal zásadní zlepšení vodního režimu v oblasti. Záplavy byly výrazně omezeny a dříve podmáčené oblasti mohly být odvodněny a využity pro zemědělství.

## Druhá jurská úprava vodstva (1962–1973)

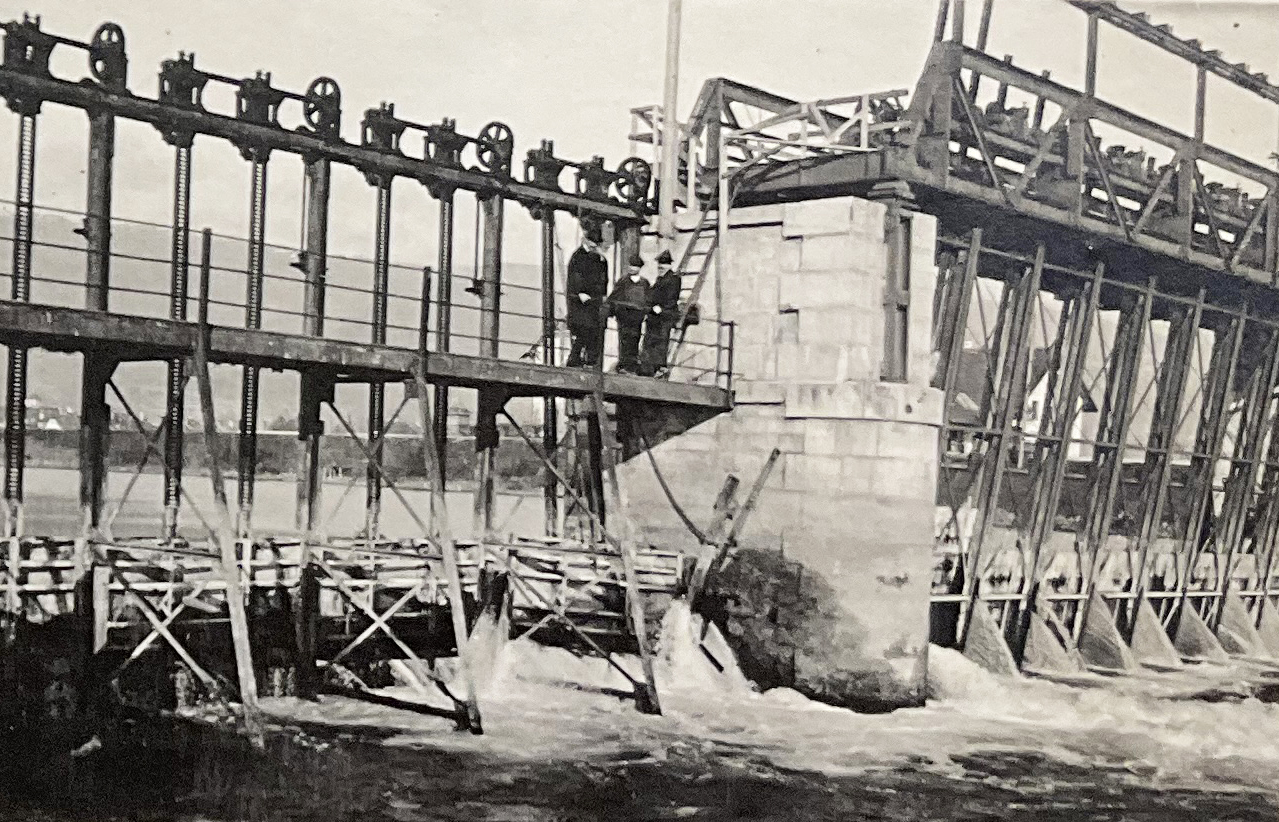
Hráz v Nidau (1921)

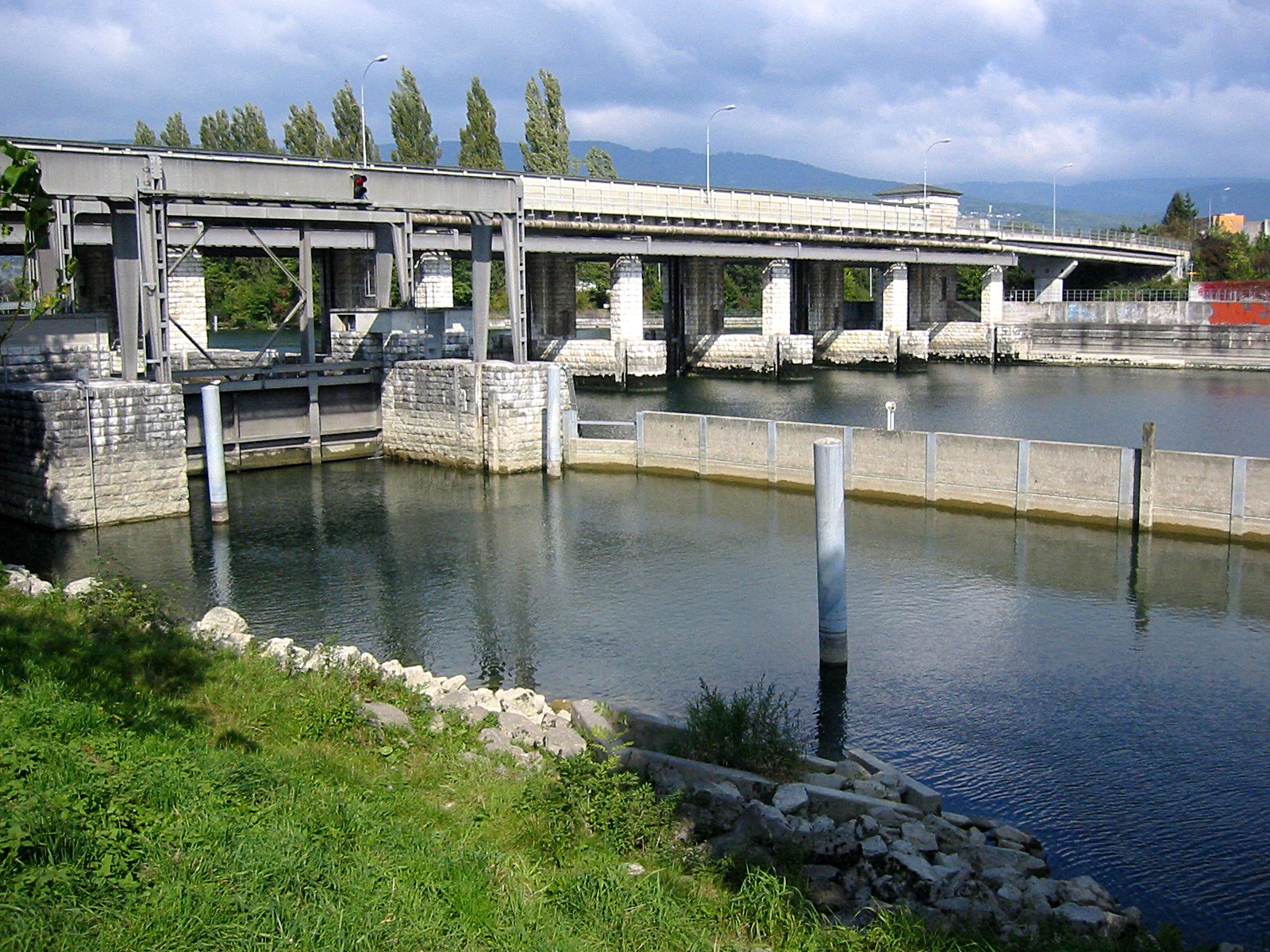
Regulační jez Port

I po první korekci jurských vod docházelo stále k částečně katastrofálním záplavám. Problémy způsobovaly nepříznivé poměry mezi přítokem a odtokem tří jurských jezer a poklesy rašelinných půd v oblasti Grosses Moos. Byla naplánována druhá korekce vodstva:
- Spojení tří jurských jezer do komunikujícího systému rozšířením a prohloubením kanálů
- Zvýšení odtokové kapacity kanálu Nidau–Büren
- Možnost regulace hladin všech tří jezer pomocí regulačního jezu na výtoku z Bielského jezera u Portu
- Možnost regulace hladiny řeky Aare mezi Portem a ústím řeky Emme u Zuchwilu
- Možnost budoucího přizpůsobení hladin jezer očekávanému dalšímu poklesu půdy ve Velkém Moos

Spolkové rozhodnutí ze dne 20. září 1935 o schválení příspěvku kantonu Bern na výstavbu nové jezové stavby v oblasti Nidau-Port znamenalo souhlas švýcarského parlamentu se zahájením plánovacích prací.
Do roku 1939 tak vznikl v kanálu Nidau-Büren regulační jez Port se zdymadlem a starý jez Nidau nad ústím řeky Zihl byl zbourán.
V letech 1944, 1948, 1950, 1952, 1953 a 1955 byla oblast Seeland opět zasažena záplavami.
V roce 1962 nebo 1963 byly pod vedením inženýra Roberta Müllera zahájeny další práce druhé korekce jurského vodstva, které trvaly až do roku 1973. Byly provedeny následující úpravy:
- Vodní elektrárna Flumenthal byla postavena jako regulační jez
- Koryto řeky Aary mezi Bürenem an der Aare a Flumenthalem bylo rozšířeno a tzv. „Emmeriegel“ byl odstraněn
- Kanály Broye, Zihl a Nidau–Büren a tok řeky Aary mezi Bürenem an der Aare a Flumenthalem byly rozšířeny, prohloubeny a břehy upraveny

Po této druhé korekci se oblast Seeland vyvinula v nejvýznamnější oblast pěstování zeleniny ve Švýcarsku.